# Pierre d'Aigrefeuille
Pour les articles homonymes, voir Aigrefeuille.
 (novembre 2023).
Pierre d’Aigrefeuille, né à La Font (aujourd'hui en Corrèze) dans le diocèse de Limoges et mort à Avignon le 16 juin 1371, est un ecclésiastique français. Il fut successivement évêque de Tulle, Vabres, Clermont, Uzès puis Mende, et enfin responsable du diocèse d'Avignon. Il a également été, de 1366 à 1368, comte de Gévaudan, ce titre étant dévolu à l'évêque de Mende, depuis l'acte de paréage signé entre le roi de France et Guillaume VI Durand, en 1307.

## Biographie
Pierre d'Aigrefeuille était le fils de Guillaume d’Aigrefeuille, chevalier, et d'Aigline de Tudeils. Pierre d'Aigrefeuille eut plusieurs frères et sœurs, Guillaume, premier cardinal de la famille, Raimond/Raymond, évêque de Rodez, Faydit, cardinal, Bernard, évêque de Viviers, Aymar d'Aigrefeuille, maréchal de la Cour pontificale à Avignon, Étienne, abbé de la Chaise-Dieu, Éléonore, qui épousa Bertrand de Vayrac, Florence, abbesse d’Elnon en Rouergue et du monastère cistercien de Nonenque, commune de Marnhagues et Latour dans le diocèse de Vabres, Marguerite, qui épousa Bertrand de Saillac, et Raymonde, qui fut religieuse à la Règle de Limoges[réf. nécessaire].
Il fut d’abord moine bénédictin à Saint-Martin de Tulle, puis prévôt de Marc-la-Tour pour devenir ensuite cellérier de la cathédrale de Tulle.

### L’abbé de Saint-Jean d’Angély et de la Chaise-Dieu
Doyen de Rieupeyroux depuis le 20 septembre 1339, il fut nommé par son oncle Clément VI, abbé de Saint-Jean-d'Angély, le 5 février 1343. Par une bulle datée du 2 mars 1345 et rédigée à Villeneuve-lès-Avignon, le pape le plaça à la tête de l’abbaye de la Chaise-Dieu où il prit ses fonctions d’abbé le 11 décembre 1346.

### Une exceptionnelle carrière épiscopale
Il fut ensuite successivement évêque de Tulle (19 février 1347), de Vabres (24 octobre 1347), de Clermont (17 février 1349) et d’Uzès (8 février 1357).
Placé à la tête du diocèse de Mende le 11 août 1366, il dut à Urbain V d’être nommé évêque d’Avignon en 1368. Il ne rejoignit son nouvel évêché que le 17 septembre 1369 et y décéda le 16 juin 1371. Il résida le plus souvent à Villeneuve-lès-Avignon ou dans sa bastide de Réalpanier.